# 石坂啓
石坂 啓（いしざか けい、1956年3月28日 - ）は、日本の漫画家、作家。女性。雑誌『週刊金曜日』編集委員（547号（2005年3月4日号）〜1226号（2019年3月29日号））や、ピースボート水先案内人を務めるほか、テレビコメンテーターとしても出演している。愛知県名古屋市出身。
既婚で一児の母。本名、立川啓子。旧姓、福田。堀田あきおと1983年に結婚するが、数年で離婚した。現在の夫は、『コージ苑』（相原コージ）にも登場する担当編集者の立川義剛であり2人の間に一人息子がいる。

## 来歴
愛知県名古屋市生まれ。父親は日本人、母親は華僑であるため、日中ハーフである。1976年、父の経営する会社が倒産。名古屋芸術大学卒業。
1978年に上京、手塚プロダクションにて手塚治虫のアシスタントを1年ほどつとめる。同期に高見まこ、わたべ淳、堀田あきおらがいた。『ブラック・ジャック』の作画などを担当した。
デビュー作は第2回マンガ少年新人賞佳作入選の『とろりんなんぼく』（1979年）。青年漫画作品を中心に執筆し、『ビッグコミックスピリッツ』で連載した『キスより簡単』はテレビドラマ化・映画化もされた。
1987年〜1988年にはTBSラジオの深夜放送『石坂啓のスーパーギャング』のパーソナリティをつとめるなど多彩な活動を行っていたが、出産を機に漫画家を休業し、以降はエッセイストやコメンテーターとしての活動が主となる。第3回文化庁メディア芸術祭マンガ部門大賞を受賞。

## 人物・発言
- 2005年時点で14歳の息子も日本国籍である。しかし、彼が成人となる前には「平和憲法」が憲法改正されて自衛隊から「正規の軍隊」になるだろうとし、イタリア人と結婚した妹夫婦に一家で養子縁組し、「子供を守る」ために日本から逃げると述べている[4]。
- 『週刊金曜日』の編集委員[5]や『マガジン9条』発起人[6]、「九条の会」傘下の「マスコミ九条の会」呼びかけ人[7]などを務める。
- 基本的に権威に当たるものが大嫌いで、息子が「小学校で体罰を受けた」と聞くと、早速学校に乗り込んでその疑惑の教師を糾弾した。そのためにモンスターペアレント扱いされたこともある[2]。仕事柄、時間に融通がきいたので、息子の登下校にはほぼ毎日、付き添っていた[8]。
- 選択的夫婦別姓制度実現をめざす民法改正運動を行っているmネットの呼びかけ人でもある[9]。
- いちばんの好物は、焼きそば[10]。
- 松下玲子を支持し、武蔵野市長選挙応援に駆けつけている[11]。
- 安倍晋三元首相暗殺事件の犯人を称賛しており、足立正生監督作品の『REVOLUTION+1』上映後のトークイベントにて、事件に関して夫である編集者の立川義剛と共に「でかした」と声を上げたことや実行犯を「（容疑者名）様」と呼んでいることを語った（詳細は政治活動の項目で後述）[12]。

## 論評・活動等

### 戦争や北朝鮮に関する活動
1990年の湾岸戦争時には都内の寺で抗議のパフォーマンスとしてハンガーストライキ（白米とパンと肉を抜いた食生活）を行った。
2003年6月8日、小田実・姜尚中・和田春樹らと「東北アジアの平和を求める日韓市民共同声明」を発表し、「日本政府は、核危機の克服のためにも、また、日本の植民地支配の清算と拉致問題の解決のためにも、北朝鮮政府との中断した国交交渉をただちに、無条件で再開しなければなりません」と訴えた。

### 政治的活動
2006年9月、加藤紘一宅放火事件に対し、「民主主義にとってテロは敵だ。言論封じのあらゆるテロを許さない」と非難する共同宣言を上原公子らと共に発表した。しかし、一方では前述および後述のように安倍晋三銃撃事件の容疑者を礼賛している。(なお国内法の定義ではテロではないとする見解もある。)
2009年10月、フリーター全般労働組合などが主催した「リアリティツアー　62億ってどんなんだよ。麻生首相のお宅拝見」で、無許可デモ及び公務執行妨害の容疑で3人が逮捕されると、これを不法逮捕とする糾弾運動に上原公子らと参加した。
政治家の辻元清美とは個人的にも親交が深く、お互いの著書に推薦文や後書きを寄せあったりしている。辻元の秘書給与詐欺事件に際しては灰谷健次郎と共に、「裁判を支える会」の呼びかけ人を務めた。
狛江市の市長選挙では河西信美、2007年東京都知事選では、浅野史郎を応援する組織「アサノと勝とう!女性勝手連」の呼びかけ人となるなどの活動をしたが、両名とも落選している。
2017年には寺脇研と共に、武蔵野市長選挙に出馬した松下玲子の応援に行っている。松下の街宣中には「ブレません！」との支持パネルを掲げた。
2022年の安倍晋三銃撃事件を容疑者の視点から描いた映画であるREVOLUTION+1（連合赤軍に自ら所属していた足立正生が監督）の上映後トークイベントに参加し、マイクを向けられた際、「（事件を）知ったときは思わずでかした！ と叫びました」「夫（小学館の編集者であり、取締役である立川義剛）は容疑者を（容疑者名）様と呼んでいます」と発言し、但馬オサムによって「唖然となるようなことを嬉々として口にしていた」と報じられた。

### 国立メディア芸術総合センターについて
日本漫画家協会会長のやなせたかしや里中満智子が「劣化が進む貴重なマンガ原画を保存・修復する拠点」として政府に働きかけていた国立メディア芸術総合センターについて、「国費で額縁に原画を飾っても、ありがたがって見に来るマンガ好きはいない。恥ずかしいから私の作品は並べないで」「大家の先生方はマンガが不遇だった時代の人が多いから、国が歩み寄ってくるとうれしく思う人がいるだろう。しかし、お上にほめられて喜ぶ漫画家はいない。むしろ、お上をちゃかすのがマンガの精神。」と批判した。民主党が開催した2009年度補正予算案を検証する勉強会では「世界の若者に我が国のメディア芸術の魅力を発信する拠点となる」と説明する文化庁職員に対して、「お上に『よろしい』と言われて喜ぶより、そういうものをちゃかしたり風刺した作品を見せるのがマンガの精神」と述べ、「漫画家の仲間で好意的な反応をした人はいない」「ものすごくつまらないものになる」と計画の撤廃を訴えた。

### その他の活動
- 楠瀬誠志郎らと共に「さくらちゃんを救う会」の呼びかけ人を務めた。
- テレビ朝日放送番組審議会副委員長を務めている。

## 漫画作品リスト
- 下北なぁなぁイズム 朝日ソノラマ 1980
- 茶番劇 朝日ソノラマ 1981
- エルフ 朝日ソノラマ 1982
- マンチャラ小日向くん 小学館 1983-1984
- 安穏族 集英社漫画文庫 1984
- キスより簡単 小学館 1986-1987 - 1987年にフジテレビ系でテレビドラマ化。1989年と1991年（タイトル『キスより簡単2 漂流編』）に映画化。
- ハートパートナー 双葉社 1987 - 1987年にテレビ朝日「気ままな女シリーズ」の枠で『私のハートパートナー』のタイトルで前後編の2回に分けてドラマ化された。
- 夢みるトマト 小学館 1988 - 1989
- キャリング 堀田あきお共著 小学館 1988 - 1989
- アレルギー戦士 小学館 1988
- マネームーン 小学館 1990 - 1991
- ムスコン 小学館 1990
- パパイラズ Men's子育て記 堀田あきお共著 小学館 1990.4
- 正しい戦争―石坂啓反戦マンガ傑作集 集英社 1991
- 私はカラス 小学館 1992
- ハルコロ 1、2（潮出版社1992、1993） ISBN 978-4267902420, ISBN 978-4267902482 （岩波現代文庫、2021）ISBN9784006023386、ISBN9784006023393- 本多勝一の『アイヌ民族』（朝日新聞社,1992）に登場する「15世紀前半を舞台とする架空のアイヌ女性の生涯」をコミック化。
- 新友録 集英社 1993
- さよなら家族 イースト・プレス 1994.6
- アイ'ム ホーム 小学館 1999 - 第3回文化庁メディア芸術祭マンガ部門大賞受賞[24]

。2004年にNHK夜の連続ドラマで『アイ'ム ホーム 遥かなる家路』のタイトルで、2015年にテレビ朝日系で『アイムホーム』のタイトルでそれぞれテレビドラマ化。
- 俺になりたい男 小学館 2000.7
- セカンドベスト 小学館 2002.1
- ひみつの箱 堀田あきお共著 小学館、2006
- 悪（絵本）大月書店 2009.9
- 竜宮家族 小学館 2015.3
- ねこミンミ - 『小学一年生』で連載していた。
- ピョンタくんの楽しい戦争 - 編集委員をつとめた『週刊金曜日』誌上で月イチ連載。伏字シーンを登場させて不自由な世の中を表現しているのが特徴。

### イラスト提供作品
- ボーイフレンドはエッチなゆうれい（山中恒 作）偕成社 1986
- 背後霊倶楽部（山中恒 作）旺文社 1988
- 背後霊仕掛人（山中恒 作）旺文社 1990
- 背後霊内申書（山中恒 作）旺文社 1991
- あわてんぼ!めたねこムーニャン（山中恒 作）小学館 1991
- くいしんぼ!めたねこムーニャン（山中恒 作）小学館 1991
- 大変身!めたねこムーニャン（山中恒 作）小学館 1992
- 福引きはネコの手をかりて（山中恒 作）理論社 1994
- あつがりネコ海へいく（山中恒 作）理論社 1994
- いじわるネコのひとめぼれ（山中恒 作）理論社 1994
- いすわりネコはくいしんぼ（山中恒 作）理論社 1994
- おばぺのヒュータン（山中恒 作）小学館 1996

## 随筆単行本リスト
- 『男嫌い』第三書館 1991 のち新潮文庫
- 『家ねこ外ねこみんなのねこ』小学館 1993
- 『赤ちゃんが来た』朝日新聞社 1993 のち文庫- 1994年にNHKドラマ新銀河でテレビドラマ化。
- 『私は恥ずかしい』文春ネスコ、1994
- 『こんなのはじめて』ネスコ 1995
- 『お金の思い出』新潮社 1996　のち文庫
- 『コドモ界の人』朝日新聞社、1996　のち文庫

上記の「赤ちゃんが来た」の続編的エッセイ。
- 『ちょっとコハレタひと』読売新聞社 1998
- 『学校に行かなければ死なずにすんだ子ども』幻冬舎、2001　のち文庫

共著
- 『尾木ママと考える大震災後を生きる希望のヒント』尾木直樹共著 金曜日 2012

## 出演

### テレビ
- スーパーモーニング（東京・テレビ朝日（全国ネット）） - 臨時コメンテーター、かつては火曜のレギュラー
- ムーブ!（大阪・朝日放送（ABCテレビ））水曜レギュラー（2007年12月12日現在終了）
- 浦沢直樹の漫勉 neo 手塚治虫（NHK Eテレ、2023年2月4日） - 元アシスタントとして出演

### ラジオ
- 石坂啓のスーパーギャング（TBSラジオ）- 1987年4月10日〜1988年4月8日　金曜深夜パーソナリティ

## 関連作品
- ブラック・ジャック創作秘話〜手塚治虫の仕事場から〜（2009年、秋田書店） - アシスタント時代の石坂が登場。
- ブラック・ジャックREAL～感動の医療体験談～（2013年、秋田書店） - 実話を元にしたストーリーに、手塚治虫のアシスタント経験者らが絵を描いた作品集。石坂も1編を担当。
- 堀田あきお、堀田かよ共著：『手塚治虫アシスタントの食卓』既刊2巻（ぶんか社 2019年） - 作中にアシスタント時代の石坂が登場。